# Iuinia (cràter)
Iuinia és un cràter amb coordenades planetocèntriques de -35.24 ° de latitud nord i 238.57 ° de longitud est, sobre la superfície de l'asteroide del cinturó principal (4) Vesta. Fa 3.03 km de diàmetre. El nom adoptat com a oficial per la UAI el cinc de febrer de 2014. i fa referència a una verge vestal romana.